# Pseudokardinaal
Een pseudokardinaal, antikardinaal, of tegenkardinaal was een kardinaal die gecreëerd werd door een tegenpaus.
Hun autoriteit was, net als die van tegenpausen, omstreden. Veel pseudokardinalen werden gecreëerd tijdens de verscheurende periode van het Westers Schisma (1378-1418). Het was een verwarrende tijd, waarin vaak achteraf pas werd vastgesteld wie de echte paus was geweest en wie de tegenpaus. Het kwam ook voor dat kardinalen hun loyaliteit verlegden van de ene naar de andere paus.
De termen tegenpaus, pseudokardinaal en tegenkardinaal werden in die tijd niet gebruikt, maar werden later geïntroduceerd door rooms-katholieke kerkhistorici.